# Pfarrkirche Mariasdorf

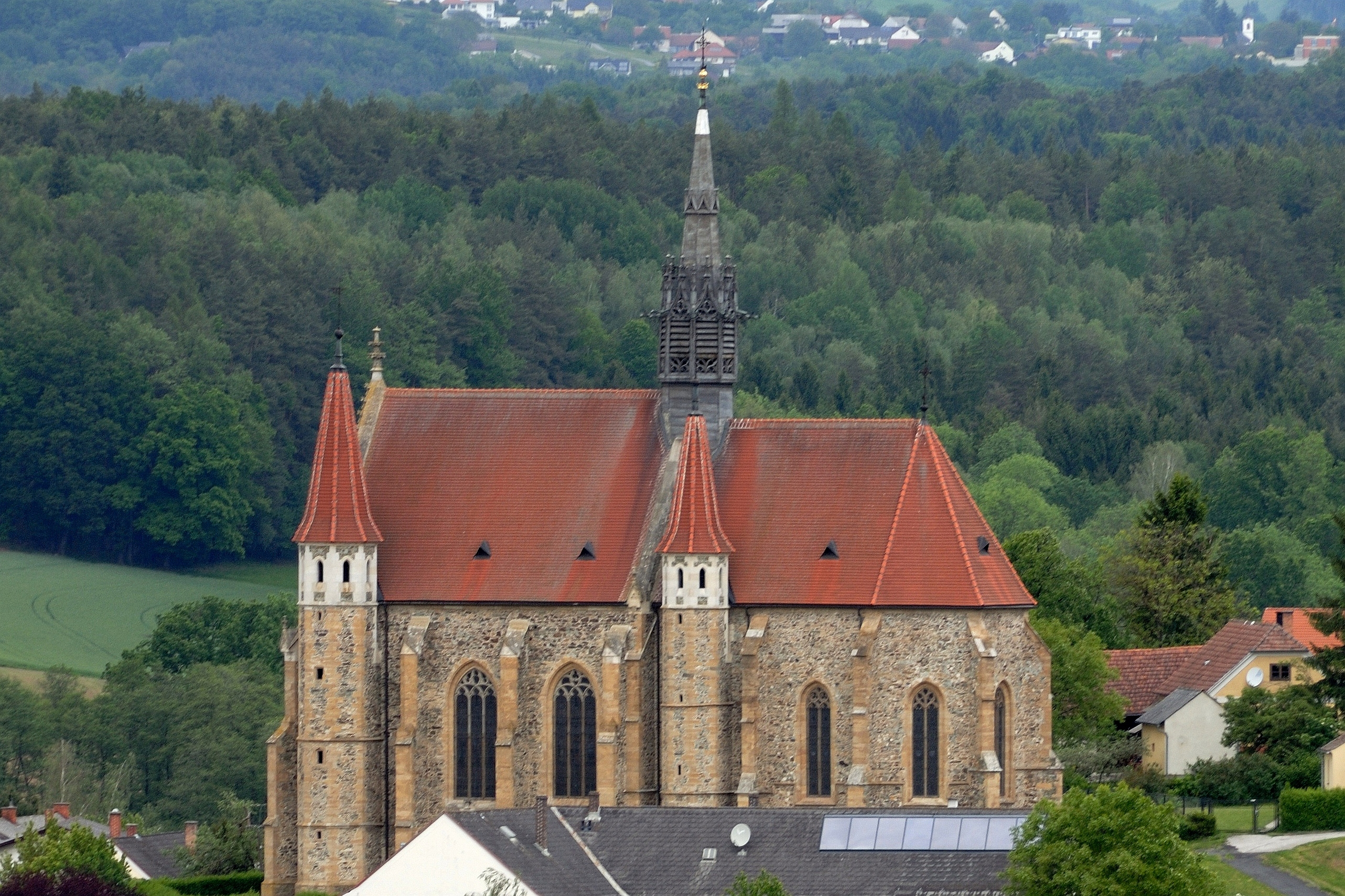
Katholische Pfarrkirche Mariä Himmelfahrt in Mariasdorf

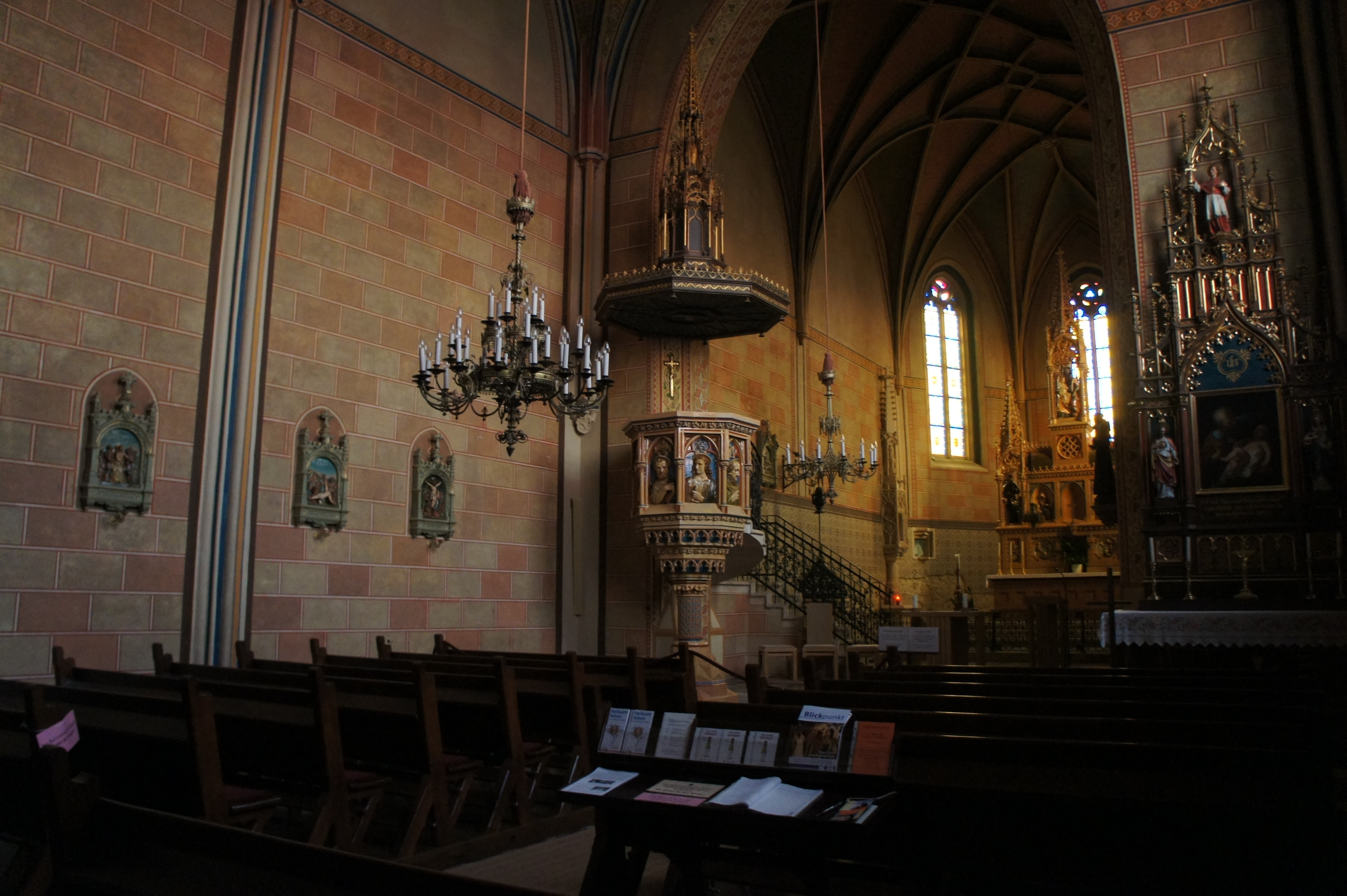
Im Langhaus zum Chor

Die römisch-katholische Pfarrkirche Mariasdorf steht in beherrschender Lage am oberen Ende des Angers in der Marktgemeinde Mariasdorf im Bezirk Oberwart im Burgenland. Sie ist dem Fest Mariä Himmelfahrt geweiht und gehört zum Dekanat Pinkafeld in der Diözese Eisenstadt. Die Kirche steht unter Denkmalschutz (Listeneintrag).

## Geschichte
Die Pfarre wurde im Mittelalter gegründet. Der Kirchenbau wurde in zwei Bauphasen, um 1400 und im vierten Viertel des 15. Jahrhunderts errichtet. 1666 erfolgte eine Barockisierung im Inneren. Sie wurde 1712 renoviert, 1724 wurde der Chor neu gewölbt. Dieser wurde 1726 geweiht. Weitere Renovierungen erfolgten in den Jahren 1741 und 1832. Nach einem Brand 1849 wurde die Kirche zwischen 1882 und 1899 nach Plänen von Emmerich Steindl regotisiert. Der Dachreiter, die Turmbekrönung, die Westfassade, die Chorwölbung und die Einrichtung wurden 1888 benediziert. 1929 wurde die Kirche ausgemalt. Der Dachreiter wurde 1972 restauriert.

## Kirchenbau
Kirchenäußeres
Der Chor und das Kirchenschiff sind fast gleich hoch. Der Polygonalchor wurde um 1400 erbaut. Er ist etwas eingezogen und nach Norden aus der Achse gerückt. Er ist durch einfache Strebepfeiler sowie drei schmale spitzbogige Fenster mit Maßwerk gegliedert. Das Ostfenster ist vermauert. Über den Fenstern ist ein durchlaufendes Kaffgesims. An der Südseite schließt ein fünfseitiger Treppenturm an den Chor an, auf der Nordseite der Sakristeianbau.
Das Kirchenschiff stammt aus dem vierten Viertel des 15. Jahrhunderts. Die Strebepfeiler an der Nordfassade sind einfach, die an der Südseite zweifach abgetreppt. Die Oberteile sind übereck gestellt und haben kleine Giebelchen. Richtung Süden durchbrechen zwei große, breite Maßwerkfenster die Fassade. An der Südwestecke ist ein Treppentürmchen. Über dem Zusammenschluss von Chor und Kirchenschiff erhebt sich ein hoher Dachreiter mit reichem Fialen- und Krabbenschmuck aus Eisenblech. Die Sakristei wurde Ende des 19. Jahrhunderts regotisiert. Darunter liegt ein Gruftraum mit Kragbogenportal und mittelalterlichem Tonnengewölbe. Das Südportal hat einen verstäbten Rahmen und eine kielbogige Bekrönung vom Ende des 15. Jahrhunderts. Die Krabben und die Kreuzblume stammen von 1884. In der Westfassade ist ein originales spätgotisches Trichterportal Im Tympanon sind eine Rose sowie zwei Wappen dargestellt. Eventuell handelt es sich hierbei um marianische Symbole. Die Inschrift enthält die Jahreszahl 1409, das auf ein älteres Weihedatum hindeuten könnte. Auf der Westseite ist eine Giebelfassade mit Balkon, Rosettenfenster und Marienstatue vom Ende des 19. Jahrhunderts.
Kircheninneres
Über dem dreijochigen Langschiff ist Kreuzrippengewölbe, das auf Dienstbündeln über einem Kleeblattgrundriss lagert. In den Ecken des Triumphbogens sind Konsolen mit plastischen Wappenbildträgern (Rose und Löwe). Die Empore ist dreiachsig und ruht auf einem Kreuzgewölbe. Die Kreuzrippen sind aus Terrakotta. An der geraden Emporenbrüstung befindet sich die Inschrift: „Inchoat. ante 1400; Amplat. 1409; Intus renovat (deform.) 1666; Reconstruct. 1882; Orant. consummatum 1899.“ Zur Empore führt eine Emporenstiege im Treppenturm. Dieser weist zwei spätgotische Portale auf: Das untere hat einen Kragbogensturz, das obere einen verstäbten Rahmen. Der Triumphbogen ist hoch und spitzbogig und in der Kirchenachse nach Norden verschoben. Über dem zweijochigen Chor und der Apsis mit 3/8-Schluss ist Netzrippengewölbe, das auf Konsolen ruht. Es wurde nach Demolierung des barocken Gewölbes Ende des 19. Jahrhunderts eingezogen. Davor war an dieser Stelle eine flache Holzbalkendecke. In der südlichen Chorjochwand befindet sich eine spätgotische Türe mit rechteckigem Sturz über einer Schildreihe. Diese führt zum Treppenturm. Die Wand zwischen Treppenturm und Chor ist durch ein kleines Maßwerkfenster durchbrochen. An der nördlichen Chorwand gelangt man über sechs Stufen zum spätgotischen Sakristeiportal. An der Nordwand des Chores steht ein Sakramentshäuschen mit Eisentürchen. Die Originale befinden sich im Diözesanmuseum Eisenstadt. Der Aufsatz wurde im Zuge der Regotisierung ergänzt. Die Sakramentsnische ist plastisch gerahmt.

## Ausstattung
Der Hochaltar, die Kanzel und das Taufbecken sind aus farbig glasiertem Majolika. Sie wurden 1884 in der Zsolnay Porzellanmanufaktur in Pécs angefertigt. Der Deckel des Taufbeckens ist aus Schmiedeeisen. Es wurde 1884 an der Staatlichen Gewerbeschule in Budapest ausgeführt. Der Seitenaltar ist dem heiligen Josef geweiht. Eine neogotische Inschrift besagt, dass er 1889 geweiht wurde. Das Altarbild ist barock und stammt aus der Mitte des 18. Jahrhunderts. Der Opferstock stammt aus dem Jahr 1666.
Das Gehäuse der Orgel wurde nach Entwurf von Otto Szeteloh aus Budapest geschaffen. Das Werk mit 9 Registern  stammt von Ferdinand Peppert aus Szombathely aus dem Jahr 1890.

## Friedhof
Auf dem Friedhof rund um die Kirche sind Fragmente von Grabsteinen aus dem 17. und 18. Jahrhundert an der Ostmauer des Friedhofs erhalten. In der Friedhofsmauer sind mehrere gotische Werkstücke in der Mauer verbaut.